# Sousedé uzlu
Množinou sousedů uzlu nazýváme všechny uzly grafu, se kterými uzel inciduje nějakou hranou.
Matematicky je množina sousedů uzlu {\displaystyle u} definována jako
{\displaystyle \Gamma (u)={v\in U:\exists h\in H(\varrho (h)=[u,v])}}

## Počet sousedů
U prostých grafů je počet sousedů roven stupni uzlu. U multigrafů je počet sousedů {\displaystyle <=} než stupeň uzlu.